# 算数障害
算数障害（さんすうしょうがい、英: dyscalculia、[ˌdɪskælˈkjuːliə]）は、学習障害の一つで算術の学習あるいは理解の困難を言う。例えば、数の理解、数の扱い方の学習、数学的計算の実行、数学における事実の学習における困難などである。しばしば非正式に "math dyslexia"（直訳：数学-非識字）としても知られるが、これ（非識字）は（算数障害とは）異なる症状であり誤解を招くおそれがある。
算数障害は、全てのIQ範囲において、時間、計量および空間的推論の困難とともに現れうる。算数障害の有病率の見積もりは人口の3から6%の幅がある。2015年、算数障害の子どもの11%がADHDを併発していることが確認された。算数障害はまた、ターナー症候群や二分脊椎症を持つ人々とも関係している。
数学的障害は、ある種の脳損傷の結果として生じることもある。このようなケースには「失算症」という適当な用語があり、生得的、遺伝性あるいは発達上の原因を持つ算数障害と区別される。

## 兆候と症状
算数障害の最も初期の表れは、典型的には、一瞥して数えることなしに、いくつの物体がある小さな群に存在するかを知る能力（スービタイズ）の欠如である。5歳程度の子どもは6つの物体（とくにサイコロを見て）をスービタイズできる。ところが、算数障害を持つ子どもは、より少ない個数の物体をスービタイズでき、かつ正答する場合も、その数を同定するのに、彼らと年齢の適合するピアよりも長い時間を要する。算数障害は、しばしば年齢によって違って見える。子どもが年を経るにつれて、よりはっきりと現れてくるが、症状は早ければ未就学児の段階で現れることがある。算数障害に一般的な症状は、暗算、時間の分析とアナログ時計の解読に困難のあること、数を伴う系列反応課題（motor sequencing）に苦労することであり、また彼らはよく数を足し合わせる際に指で数える。

### 一般的な症状
算数障害は一般的な算数課題の困難によって特徴付けられる。これらの困難には次のものが含まれうる：
- アナログ時計の解読の困難[13]
- 二つの数字のどちらが大きいかを述べることの困難
- 系列課題（Sequencing）の問題
- 財務計画または予算編成（ときには基本的なレベルであっても）の理解、買い物かごの中の商品の費用の見積もり、あるいは小切手帳の帳尻合わせができない
- 加減乗除の計算結果の一貫性の欠如

## 語源
dyscalculia という語は少なくとも1949年まで遡る。
Dyscalculiaは、ギリシャ語およびラテン語に由来し、「数える」+「困難な」を意味する。接頭辞 "dys-" はギリシャ語 "δυσ-" に由来し、「困難」や「悪い」を意味する。"calculia" の語源はラテン語の "calculare" であり、これは「数を数える」を意味し、英語の "calculation"（計算）や "calculus"（微分積分学）とも関係する。